# Erich Wienbeck
Erich Wienbeck (* 20. November 1876 in Beesdau; † 16. April 1949 in Neindorf) war ein deutscher Volkswirt, Verwaltungsbeamter und Politiker (DNVP).

## Leben und Beruf
Erich Wienbeck wurde am 20. November 1876 als Sohn eines Pfarrers in Beesdau im Kreis Luckau geboren. Nach dem Besuch der Gymnasien in Merseburg, Halle und Zeitz begann er 1897 ein Studium der Neueren Sprachen und Philosophie an der Humboldt-Universität zu Berlin. Hier schloss er sich 1897 der Burschenschaft Allemannia Berlin an. Später setzte er sein Studium unter Aufnahme des Faches Volkswirtschaft an der Universität Halle fort, das er 1901 mit der Promotion zum Dr. phil. beendete. Außerdem absolvierte er während seines Studiums ein militärisches Dienstjahr beim 2. Garde-Grenadier-Regiment.
Wienbeck war seit 1902 als Hilfsarbeiter bei der Handwerkskammer in Frankfurt (Oder) tätig und wurde 1903 Erster Syndikus der Handwerkskammer in Hannover. Von 1914 bis 1918 nahm er als Leutnant der Reserve und Regimentsadjutant (Infanterie) am Ersten Weltkrieg teil. Während des Krieges wurde er an der West- und Ostfront eingesetzt. Zuletzt geriet er in Gefangenschaft, aus der er 1919 entlassen wurde. Nach dem Kriegsende nahm er seine Tätigkeit wieder auf und war zugleich Mitglied des Reichsverbandes deutscher Volkswirte.
Wienbeck war seit 1933 als Ministerialdirektor im Preußischen Ministerium für Wirtschaft und Arbeit tätig und fungierte gleichzeitig als Reichskommissar für den Mittelstand. Seine Tätigkeit wurde 1935 auf das Reichswirtschaftsministerium ausgeweitet. Er wurde 1938 in den Wartestand versetzt und trat 1942 endgültig in den Ruhestand. Erich Wienbeck starb am 16. April 1949 in Neindorf bei Oschersleben (Bode).

## Politik
Wienbeck trat 1919 in die Deutschnationale Volkspartei (DNVP) ein und wurde gleichzeitig deren Vorsitzender in Hannover. Ein Jahr später, bei der Reichstagswahl im Juni 1920, wurde er in den Deutschen Reichstag gewählt, dem er bis November 1933 angehörte. Im Parlament vertrat er die Wahlkreise 18 und 16 (Südhannover-Braunschweig). Von 1926 bis 1930 war er Mitglied des Ausschusses zur Untersuchung der Grundlagen und der Absatzbedingungen der deutschen Wirtschaft (Enquêteausschuss) an Arbeiten über Lohn, Arbeitszeit und -leistung.